# NGC 1370
NGC 1370 é uma galáxia {{{typ}}} localizada na direcção da constelação de Eridanus. Possui uma declinação de -20° 22' 24" e uma ascensão recta de 3 horas, 35 minutos e 14,4 segundos.
A galáxia NGC 1370 foi descoberta em 21 de Setembro de 1786 por William Herschel.